# Oligodon octolineatus
Espèce
Synonymes
- Elaps octolineatus Schneider, 1801

Statut de conservation UICN

 LC  : Préoccupation mineure
Oligodon octolineatus est une espèce de serpent de la famille des Colubridae.

## Répartition
Cette espèce se rencontre :
- au Brunei ;
- en Indonésie, sur les îles de Nias, Sumatra, Java, Bangka, Belitung, Riau ainsi qu'au Kalimantan ;
- en Malaisie péninsulaire et en Malaisie orientale ;
- à Singapour.

Sa présence est incertaine sur l'île indonésienne de Sulawesi et aux Philippines.

## Étymologie
Son nom d'espèce, du latin octo, « huit », et linea, « rayure », lui a été donné en référence à sa livrée.

## Publication originale
- Schneider, 1801 : Historiae Amphibiorum naturalis et literariae. Fasciculus secundus continens Crocodilos, Scincos, Chamaesauras, Boas. Pseudoboas, Elapes, Angues. Amphisbaenas et Caecilias. Frommani, Jena, p. 1-374 (texte intégral).